# Stoney Burke
Pour les articles homonymes, voir Stoney et Burke.
Stoney Burke est une série télévisée américaine en 32 épisodes de 44 minutes en noir et blanc diffusée entre le 1er octobre 1962 et le 20 mai 1963 sur le réseau ABC.
Cette série est inédite dans les pays francophones.

## Synopsis
Stoney Burke est un cavalier de rodéo qui veut gagner la Golden Boucle, le prix du champion du monde de selle Bronco. Il ne l'a pas gagné, mais il a rencontré une quantité considérable de violence en cours de route.

## Distribution
- Jack Lord : Stoney Burke
- Warren Oates : Ves Painter
- Robert Dowdell : Cody Bristol
- Bill Hart : Lorenzo 'Red' Smith
- Bruce Dern : E.J. Stocker
- Buck Taylor

## Épisodes
1. titre français inconnu (The Contender)
2. titre français inconnu (Fight Night)
3. titre français inconnu (Child of Luxury)
4. titre français inconnu (Point of Honor)
5. titre français inconnu (The Mob Riders)
6. titre français inconnu (A Matter of Pride)
7. titre français inconnu (Sidewinder)
8. titre français inconnu (The Scavenger)
9. titre français inconnu (Spin a Golden Web)
10. titre français inconnu (The Wanderer)
11. titre français inconnu (Five by Eight)
12. titre français inconnu (Bandwagon)
13. titre français inconnu (Cousin Eunice)
14. titre français inconnu (Gold-Plated Maverick)
15. titre français inconnu (Death Rides a Pale Horse)
16. titre français inconnu (King of the Hill)
17. titre français inconnu (A Matter of Percentage)
18. titre français inconnu (Image of Glory)
19. titre français inconnu (Cat's Eyes)
20. titre français inconnu (Webb of Fear)
21. titre français inconnu (Point of Entry)
22. titre français inconnu (To Catch the Kaiser)
23. titre français inconnu (Joby)
24. titre français inconnu (Forget No More)
25. titre français inconnu (Color Him Lucky)
26. titre français inconnu (The Weapons Man)
27. titre français inconnu (Kelly's Place)
28. titre français inconnu (Kincaid)
29. titre français inconnu (A Girl Named Amy)
30. titre français inconnu (Tigress by the Tail)
31. titre français inconnu (The Test)
32. titre français inconnu (The Journey)